# کروشوسکا
کروشوسکا (به بلغاری: Krushevska) یک منطقهٔ مسکونی در بلغارستان است که در شهرستان کاردژالی واقع شده‌است.